# Pedraza
Pedraza er en by og kommune i det centrale Spanien i provinsen Segovia. Den har et indbyggertal på 349 (2024) indbyggere.